# Zipoetes lineatus
Zipoetes lineatus là một loài bọ cánh cứng trong họ Cerambycidae.